# Hartelkering

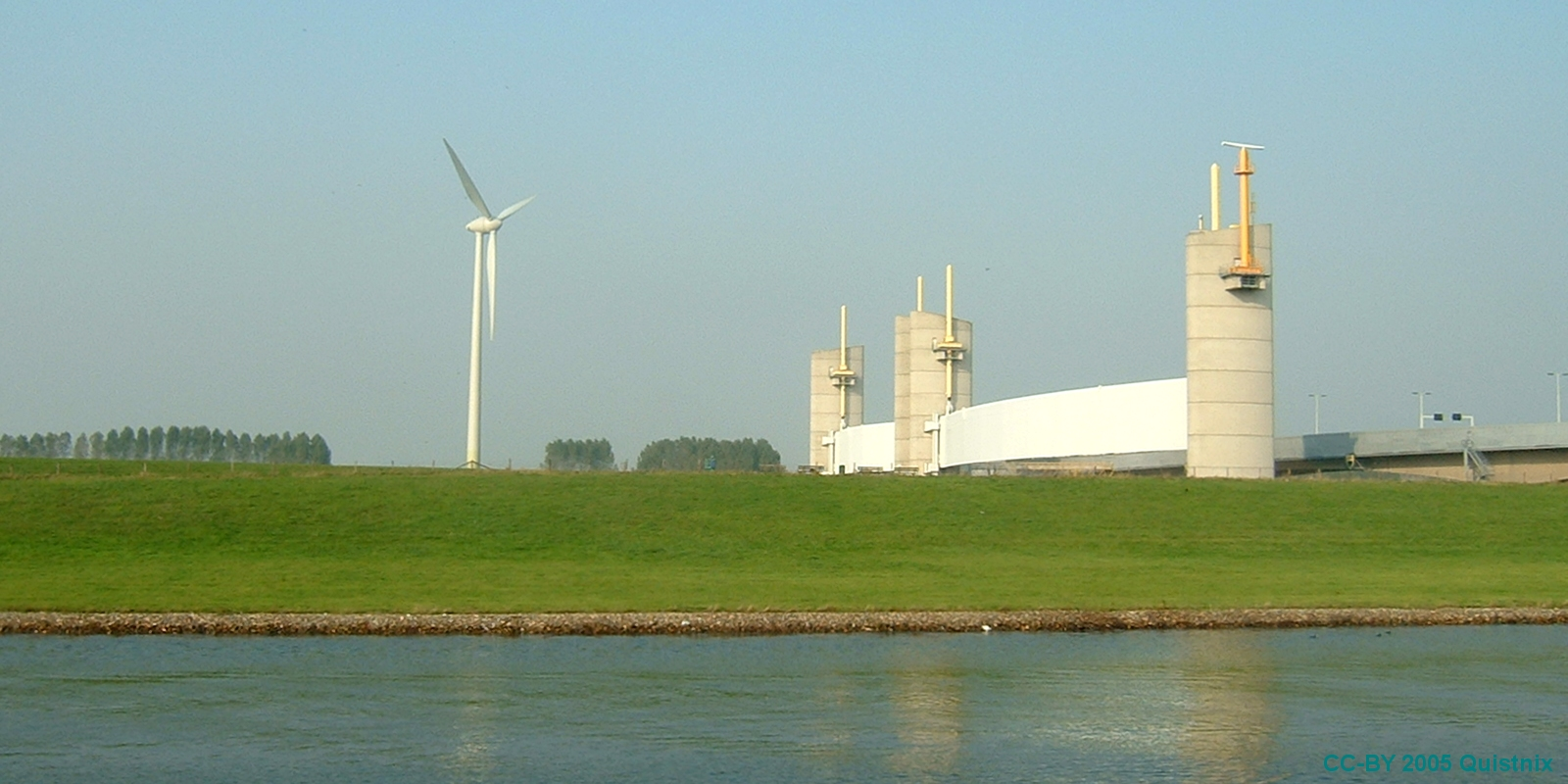
Hartelkering, gezien vanaf de zuidzijde

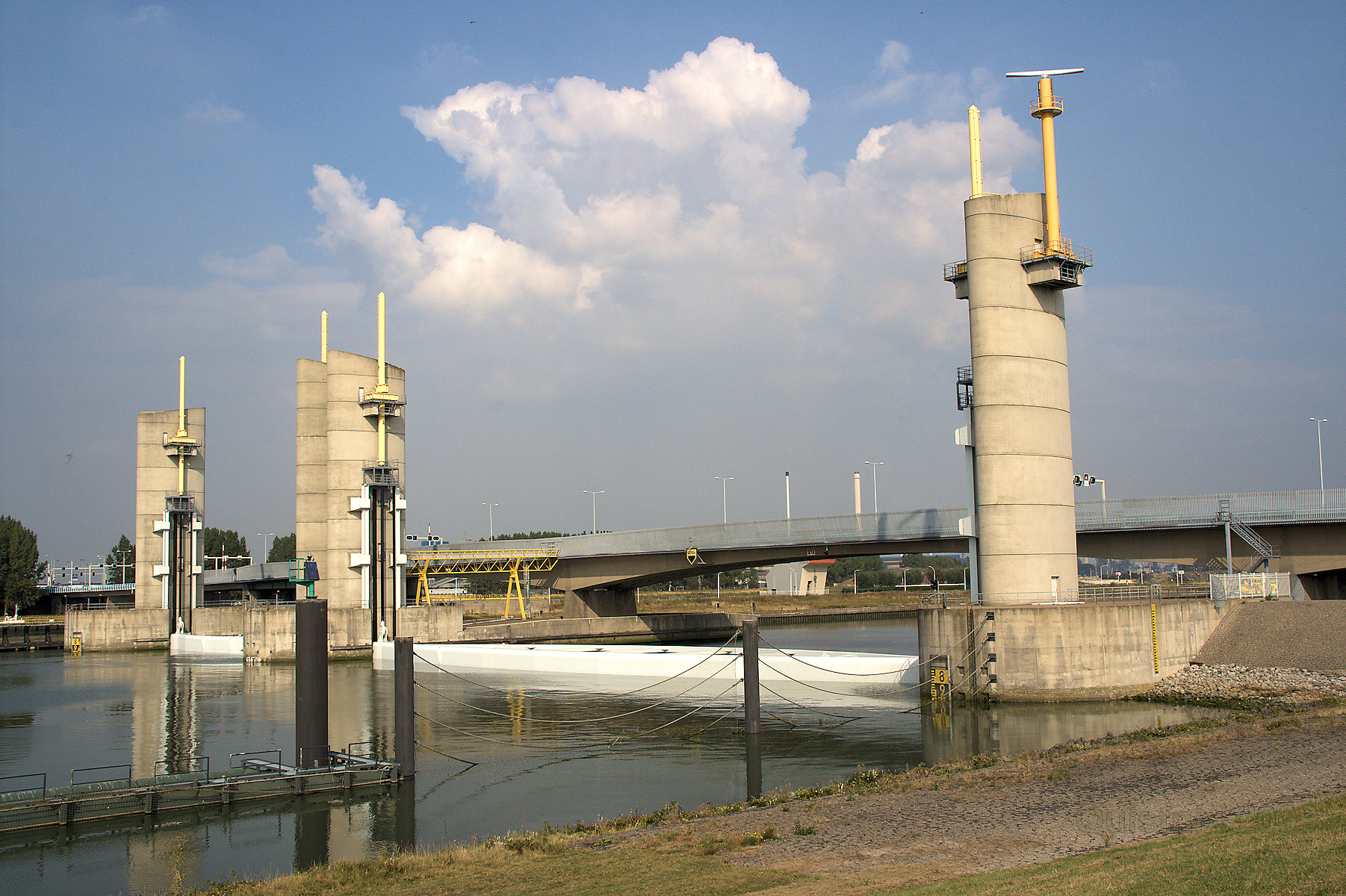
De kering tijdens de proefsluiting van 2009

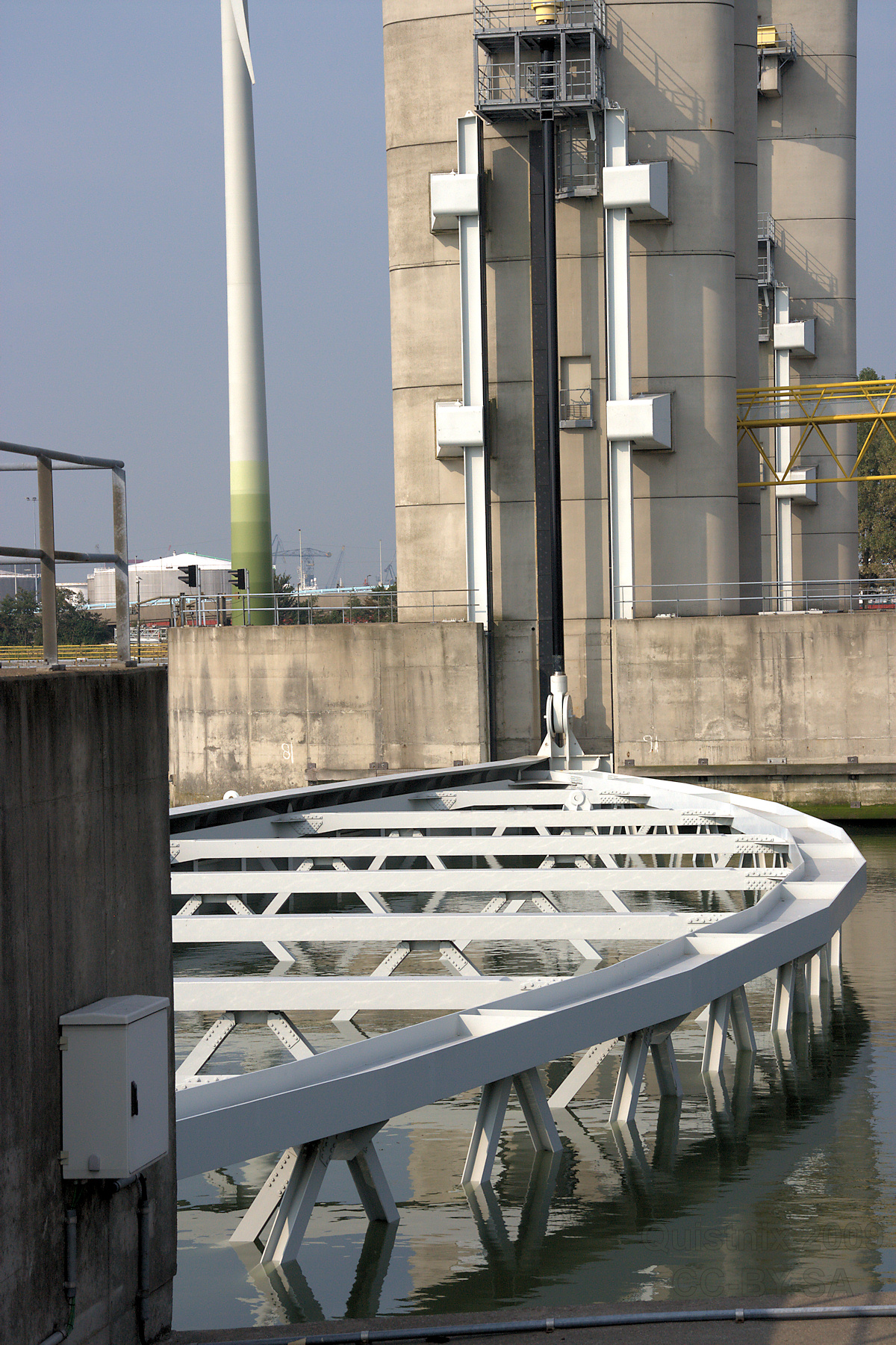
Een van de schuiven in neergelaten toestand

De Hartelkering in het Hartelkanaal bij Spijkenisse maakt, samen met de Maeslantkering, deel uit van de Europoortkering, het meest recente onderdeel van de Deltawerken.
De bouw van de Hartelkering liep ongeveer gelijk met die van de Maeslantkering, van 1991 tot en met 1997.
De beslissing om de stormvloedkering te sluiten en weer te openen wordt genomen door het computersysteem (Beslis en Ondersteunend Systeem (BOS)), bij de Maeslantkering. In principe sluiten beide keringen altijd gelijktijdig.
De Hartelkering bestaat uit twee ellipsvormige schuiven met een overspanningslengte van 49,3 en 98 meter, die tussen ovale torens verticaal beweegbaar zijn opgehangen. De zogenaamde kerende hoogte bedraagt in gesloten toestand drie meter boven NAP.
De schuiven worden na het neerlaten mogelijk door golven overspoeld, wat een onvoorspelbaar effect heeft op de belasting van de schuiven. Door hun ellipsvorm zijn zij hier echter tegen bestand. De Hartelkering is met opzet niet hoger gemaakt: de hoeveelheid water die over de kering zou spoelen veroorzaakt geen problemen in het achterland, terwijl een hogere kering zou kunnen leiden tot overstromingen in het Europoort-gebied en tot een overstroming van de dijk van de Brielse Maas.
Jaarlijks wordt deze kering, samen met de Maeslantkering getest.
De eerste sluiting tijdens een stormvloed was van 8 november 2007 om 23.10 uur tot 9 november 2007 om 19.25 uur tijdens een noordwesterstorm. Tijdens deze storm werden ook de Maeslantkering en de Oosterscheldekering gesloten.
Op 3 januari 2018 werd de kering gesloten vanwege de storm en het hoge water. Bij deze storm werd ook de Oosterscheldekering, Ramspolkering, Hollandse IJsselkering en de Maeslantkering gesloten. Dit was de eerste keer dat alle vijf grote stormvloedkeringen in Nederland gesloten waren. Op 21 december 2023 waren voor de tweede keer alle vijf de grote stormvloedkeringen in Nederland dicht, ditmaal vanwege de storm Pia. 

## Sluitingsdata
| Datum            | Peil (m boven NAP) | Bijzonderheden |
| ---------------- | ------------------ | --- |
| 8 november 2007  | 2,84               | Tijdens deze storm werden ook de Maeslantkering en de Oosterscheldekering gesloten.                               |
| 3 januari 2018   | 2,60               | Tijdens deze storm werden, voor het eerst in de geschiedenis, alle vijf de grote stormvloedkeringen gesloten.     |
| 21 december 2023 | 3,00               | Tijdens de Storm Pia waren voor de tweede keer in de geschiedenis alle vijf de grote stormvloedkeringen gesloten. |